# Hugo Crona
Hugo Bror Herman Crona, född den 6 juni 1842 i Berga socken, Kronobergs län, död den 11 augusti 1925 i Stenkyrka församling, Göteborgs och Bohus län, var en svensk präst. Han var farfar till Sven Crona.

## Biografi
Crona blev student vid Uppsala universitet 1862. Han erhöll infödingsrätt i Göteborgs stift 1867 och prästvigdes samma år. Crona var lärare vid högre folkskolan i Onsala samma år, adjunkt vid Folkskollärarinneseminariet i Stockholm 1868–1884, predikant vid Borgerskapets gubbhus i Stockholm 1876–1883 och folkskoleinspektör i Strängnäs stift 1877–1884. Han blev kyrkoherde i Tjörns pastorat, bestående av Stenkyrka, Klövedals, Valla, Rönnängs och Klädesholmens församlingar 1881. Crona var kontraktsprost 1904–1916. Han frånträdde Rönnäng och Klädesholmen 1920. Crona blev ledamot av Nordstjärneorden 1900. Han utgav predikningar och tal.